# Soraya-Urteil
Das Soraya-Urteil (BVerfGE 34, 269; auch Soraya-Entscheidung oder Soraya-Beschluss) ist ein wegweisendes Urteil des Bundesverfassungsgerichts aus dem Jahr 1973. Die Verfassungsbeschwerde des Verlages Die Welt (einer Tochter des Axel-Springer-Verlags) gegen die Zahlung einer Entschädigung an Soraya Esfandiary Bakhtiary wurde abgewiesen. Damit bestätigte das BVerfG einen Anspruch auf Schadensersatz aufgrund von Eingriffen in Persönlichkeitsrechte. Darüber hinaus befasste es sich mit der Frage der richterlichen Entscheidungsfreiheit in einem juristisch undefinierten Feld. Für nachfolgende Urteile war der Spruch deshalb von großer Bedeutung.

## Vorgeschichte
In der Ausgabe vom 29. April 1961 veröffentlichte die Boulevard-Zeitschrift Das Neue Blatt unter der Überschrift „Soraya: Der Schah schrieb mir nicht mehr“ ein Exklusiv-Interview mit der geschiedenen Ehefrau des Schahs von Persien, Soraya. Das Interview war von einer Freien Mitarbeiterin an den Verlag verkauft worden. Es hatte jedoch in Wirklichkeit nie stattgefunden.

## Verfahrensweg
Bereits am 1. Juli 1961 druckte die Zeitschrift eine kurze Gegendarstellung. Soraya klagte weiterhin vor dem Landgericht in Mannheim. Dort wurde ihr Recht gegeben und der Verlag wurde zu einer Schadensersatzzahlung in Höhe von 15.000 DM verurteilt. Der Verlag zog daraufhin zum Oberlandesgericht Karlsruhe, das das Urteil bestätigte. Der Bundesgerichtshof lehnte die Revision ab, ehe sich das Bundesverfassungsgericht abschließend mit der Thematik befasste.

## Urteilsspruch
Der erste Senat des Bundesverfassungsgerichts bestätigte die vorangegangenen Urteile einstimmig. Der Senat urteilte, dass der Verlag in dem Bestreben, die öffentliche Anteilnahme an dem Schicksal Prinzessin Sorayas geschäftlich auszuwerten, über ihre Person verfügt habe, indem er ihr Äußerungen über ihre Privatsphäre in den Mund gelegt habe, die sie nicht getätigt habe.
Bei der Urteilsfindung war von besonderer Schwierigkeit, dass der rechtliche Komplex bis dahin nur unzureichend gesetzlich abgedeckt worden war. Eine finanzielle Entschädigung für den Verlust immaterieller Güter war gesetzlich nicht vorgesehen.
Das Bundesverfassungsgericht entschied nun, dass das allgemeine Persönlichkeitsrecht inzwischen „zum festen Bestandteil unserer Privatrechtsordnung geworden“ sei. Den Richtern gewährte es deshalb weitreichende Kompetenzen zur rechtlichen Gestaltung der veränderten gesellschaftlichen Situation (siehe Richterrecht).
Das Urteil entstand unter Federführung von Theodor Ritterspach und ist trotz seiner Bezeichnung kein Urteil im Rechtssinne, sondern ein Beschluss.